# ديبورتيفو ألميريا
ديبورتيفو ألميريا هو نادي إسباني مقره في المرية، في الأندلس ذاتية الحكم. تأسس عام 1971، وكان يستضيف مبارياته على ملعب خوان روخاس، الذي يتسع لـ 13،468 مقعدًا.

## التاريخ
في غضون عامين فقط، صعد النادي من الدوري الإسباني الدرجة الثانية ب في موسم 1977–78 إلى الدوري الإسباني، واحتل المركز التاسع في الدوري الإسباني 1979–80 في الدرجة الأولى.
لكن في عام 1982، وبسبب مشاكل مالية خطيرة، اضطر النادي إلى حل الفريق، واستبدل في نادي ألمرية، ثم في عام 1989، بنادي ألميريا، الذي ظهر أيضًا في الدرجة الأولى خلال عقد 2000.

## المواسم
| الموسم               | المستوى | الدوري                           | الترتيب | كأس الملك |
| -------------------- | ------- | -------------------------------- | ------- | --------- |
| 1971–72              | 4       | 1ª Reg.                          | 1st     |           |
| 1972–73 [الإنجليزية] | 3       | الدوري الإسباني الدرجة الثالثة   | العاشر  |           |
| 1973–74 [الإنجليزية] | 3       | الدوري الإسباني الدرجة الثالثة   | الثاني  |           |
| 1974–75 [الإنجليزية] | 3       | الدوري الإسباني الدرجة الثالثة   | 16      |           |
| 1975–76 [الإنجليزية] | 3       | الدوري الإسباني الدرجة الثالثة   | الثاني  |           |
| 1976–77 [الإنجليزية] | 3       | الدوري الإسباني الدرجة الثالثة   | الثالث  |           |
| 1977–78              | 3       | الدوري الإسباني الدرجة الثانية ب | الأول   |           |
| 1978–79              | 2       | الدوري الإسباني الدرجة الثانية   | الأول   |           |
| 1979–80              | 1       | الدوري الإسباني                  | العاشر  |           |
| 1980–81              | 1       | الدوري الإسباني                  | 18      |           |
| 1981–82              | 2       | الدوري الإسباني الدرجة الثانية   | 18      |           |

- موسمان في الدوري الإسباني
- موسمان في الدوري الإسباني الدرجة الثانية
- موسم في الدوري الإسباني الدرجة الثانية ب
- 5 مواسم في الدوري الإسباني الدرجة الثالثة